# Friends Will Be Friends
«Friends Will Be Friends» (с англ. — «Друзья останутся друзьями») — песня с альбома A Kind of Magic британской рок-группы Queen, написанная Фредди Меркьюри и Джоном Диконом. Песня вышла в качестве сингла в июне 1986 года, сам сингл является тридцатым синглом группы, вышедшим в Великобритании.
В Великобритании сингл достиг 14-й строчки чартов, наибольшего успеха песня добилась в Ирландии, где достигла 4-й позиции.

## Версии песни
Песня имеет три версии: собственно альбомная, вышедшая также на 7" сингле, она длится 4:07 минут; расширенная, вышедшая на 12" сингле, она длится 6:15 и включает новые куплеты, более продолжительное вступление с хором, поющим фразу «Friends will be friends» в начале, и удлинённое окончание; на некоторых выпусках альбома A Kind of Magic в числе бонус-треков («Дополнительных магических ингредиентов», англ. Extra Magical Ingredients) есть песня «Friends Will Be Friends Will Be Friends…», представляющая собой незначительно укороченную расширенную версию с одним вырезанным куплетом, она длится 5:58.

## Видеоклип
Клип на эту песню записывался в мае 1986 года и представляет собой запись выступления Queen в небольшом зале в окружении фанатов, которые поют слова «Friends will be friends», а в конце — «Right till the end».

## Список композиций
| №  | Название                                     | Автор(ы)                    | Длительность |
| -- | -------------------------------------------- | --------------------------- | ------------ |
| 1. | «Friends Will Be Friends» (альбомная версия) | Фредди Меркьюри, Джон Дикон | 4:07         |

| №  | Название             | Автор(ы)        | Длительность |
| -- | -------------------- | --------------- | ------------ |
| 1. | «Seven Seas of Rhye» | Фредди Меркьюри | 2:46         |

| №  | Название                                       | Автор(ы)                    | Длительность |
| -- | ---------------------------------------------- | --------------------------- | ------------ |
| 1. | «Friends Will Be Friends» (расширенная версия) | Фредди Меркьюри, Джон Дикон | 6:15         |

| №  | Название                                     | Автор(ы)        | Длительность |
| -- | -------------------------------------------- | --------------- | ------------ |
| 1. | «Friends Will Be Friends» (альбомная версия) | Меркьюри, Дикон | 4:07         |
| 2. | «Seven Seas of Rhye»                         | Меркьюри        | 2:46         |

## Позиции в хит-парадах
| Чарт (1986)               | Наивысшая позиция |
| ------------------------- | ----------------- |
| Нидерланды (Dutch Top 40) | 17                |
| Dutch Singles Chart       | 16                |
| German Singles Chart      | 20                |
| Irish Singles Chart       | 4                 |
| New Zealand Singles Chart | 50                |
| Swiss Singles Chart       | 19                |
| UK Singles Chart          | 14                |